# Francesco Fiori
Francesco Fiori (ur. 14 kwietnia 1953 w Vogherze) – włoski polityk, dziennikarz, samorządowiec, poseł do Parlamentu Europejskiego V kadencji (1999–2004).

## Życiorys
Z zawodu dziennikarz. Był dyrektorem regionalnej federacji rolniczej w Lombardii. Od 1995 pełnił funkcję radnego rady regionalnej i asesora ds. rolnictwa w regionalnym rządzie Lombardii.
W wyborach w 1999 z ramienia Forza Italia uzyskał mandat posła do Europarlamentu. Należał m.in. do grupy chadeckiej (jako jej wiceprzewodniczący), pracował w Komisji Rolnictwa i Rozwoju Obszarów Wiejskich. W PE zasiadał do 2004.
Radnym regionu pozostawał do 2010, bez powodzenia ubiegał się o reelekcję z ramienia Ludu Wolności.